# Encalyptaceae
Die Encalyptaceae sind eine Familie akrokarper Moose, die einzige in der Ordnung Encalyptales und der Unterklasse Encalyptidae.

## Beschreibung
Es handelt sich um eher kleine, aufrecht wachsende Moose.
Ihre Blätter sind länglich zungenförmig. Ihre Mittelrippe reicht bis in die Blattspitze. Die Zellen der Blattspreite sind rundlich. Im unteren Teil der Blätter sind sie größer, durchsichtig und glatt, gegen den oberen Teil der Blätter sind sie trüb matt und papillös, wobei der Übergang allmählich ist.
Die zylindrischen Kapseln stehen aufrecht auf einer mehr oder weniger langen Seta. Sie sind stets von einer großen, glockenförmigen, glatten oder höchstens etwas gestreiften Kalyptra völlig eingehüllt. Das Peristom kann sehr verschieden ausgebildet sein.

## Verbreitung
Die Encalyptaceae bewohnen kalte und gemäßigte Zonen, insbesondere der Nordhemisphäre. Einige Arten kommen auch in den Hochgebirgen der Tropen vor. Die Arten wachsen auf Erde oder Gestein. Viele Arten ziehen kalkhaltiges Gestein vor.

## Systematik
Die Familie besteht aus nur drei Gattungen mit rund 38 Arten:
- Glockenhutmoose (Encalypta) mit ca. 36 Arten
- Bryobrittonia, 1 Art, kalte Gebieten der Nordhemisphäre (nördliches Nordamerika, nördliches Eurasien bis Spitzbergen)
  - Bryobrittonia longipes
- Bryobartramia, 1 Art, Südafrika und Australien
  - Bryobartramia novae-valesiae